# 지방도 제832호선
지방도 제832호선은 전라남도 승주군 승주읍 죽학리에서 선암사를 잇던 전라남도의 지방도이다.
1995년 12월 8일 전라남도 지방도 노선 개편 때 폐지되었다.

## 연혁
- 1985년 12월 23일 : 기점을 '승주군 쌍암면 죽학리', 종점을 '승주군 쌍암면 죽학리'로 명시하고 도로개량이 완료된 승주군 쌍암면 죽학리 3.3km 구간 도로예정지 해제[1]
- 1995년 12월 8일 : 지방도 폐지[2]

## 주요 경유지
- 승주군
  - 승주읍 죽학리(지방도 제857호선과 분기) - 승주초등학교 죽학분교(폐교) - 죽학리 - 선암사